# Eunpung-myeon
Eunpung-myeon (koreanska: 은풍면) är en socken i kommunen Yecheon-gun i  provinsen Norra Gyeongsang i den centrala delen av Sydkorea, 160 km sydost om huvudstaden Seoul. Före 1 februari 2016 hette socknen Hari-myeon (하리면).